# Coca Maria
La coca maria és un pastís tradicional de la Marina Alta (País Valencià). És un bescuit que es fa amb farina, sucre, llevat, llet i oli d'oliva. Es menja tant per a esmorzar com per a berenar, o també de postres després de dinar. Una de les variants populars és la coca maria de taronja. Una altra variant és la coca maria d'ametla. Se sol acompanyar d'un gotet de mistela, cafè o xocolata desfeta. És un tradicional de Valls d'Ebo. En el llibre Els dolços tradicionals de la Marina Alta apareixen propostes «com la coca maria en les seues diferents varietats, els bunyols, les confitures i melmelades de fruites, les mones de Pasqua o els pastissets de moniato».